# Orimarga profusa
Orimarga profusa är en tvåvingeart som beskrevs av Alexander 1946. Orimarga profusa ingår i släktet Orimarga och familjen småharkrankar.
Artens utbredningsområde är Peru. Inga underarter finns listade i Catalogue of Life.